# گروه مال
گروه مال (انگلیسی: The Mall Group) شرکت خرده‌فروشی تایلندی است، که در سال ۱۹۸۱ تأسیس شد که در زمینه توسعه و مدیریت مراکز خرید و فروشگاه‌های زنجیره‌ای فعالیت می‌کند. این شرکت در ۲۵ ژوئن ۱۹۸۱ توسط سوپاچای آمپوج و نونگ‌لاک آمپوج تأسیس شد و دفتر مرکزی آن در منطقه بانگ کاپی، بانکوک قرار دارد.

## برندها و پروژه‌های شاخص
گروه The Mall مالک و مدیر چندین مرکز خرید لوکس و معروف در تایلند است، از جمله:
- The Mall
- Emporium
- EmQuartier
- EmSphere (افتتاح در دسامبر ۲۰۲۳)
- Siam Paragon
- Gourmet Market

این مراکز خرید نه‌تنها به‌عنوان مقاصد خرید، بلکه به‌عنوان مراکز تفریحی و فرهنگی نیز شناخته می‌شوند. به‌عنوان مثال، EmSphere شامل نخستین فروشگاه IKEA در مرکز شهر بانکوک و یک سالن کنسرت با ظرفیت ۶٬۰۰۰ نفر به نام EM Live است. 

## ساختار مالکیت و مدیریت
گروه The Mall یک شرکت خصوصی و زیرمجموعه شرکت Lukrak Supachai Company Limited است. مدیرعامل فعلی این گروه سوپالاک آمپوج است که دختر بنیان‌گذار شرکت محسوب می‌شود. 